# Xã Valley, Quận Page, Iowa
Xã Valley (tiếng Anh: Valley Township) là một xã thuộc quận Page, tiểu bang Iowa, Hoa Kỳ. Năm 2010, dân số của xã này là 223 người.